# Râul Garon
Râul Garon este un mic curs de apă, afluent al râului Târnava Mare, Râul traversează localitatea Feliceni, județul Harghita

## Hărți
- Harta județului Harghita